# عمل غفل

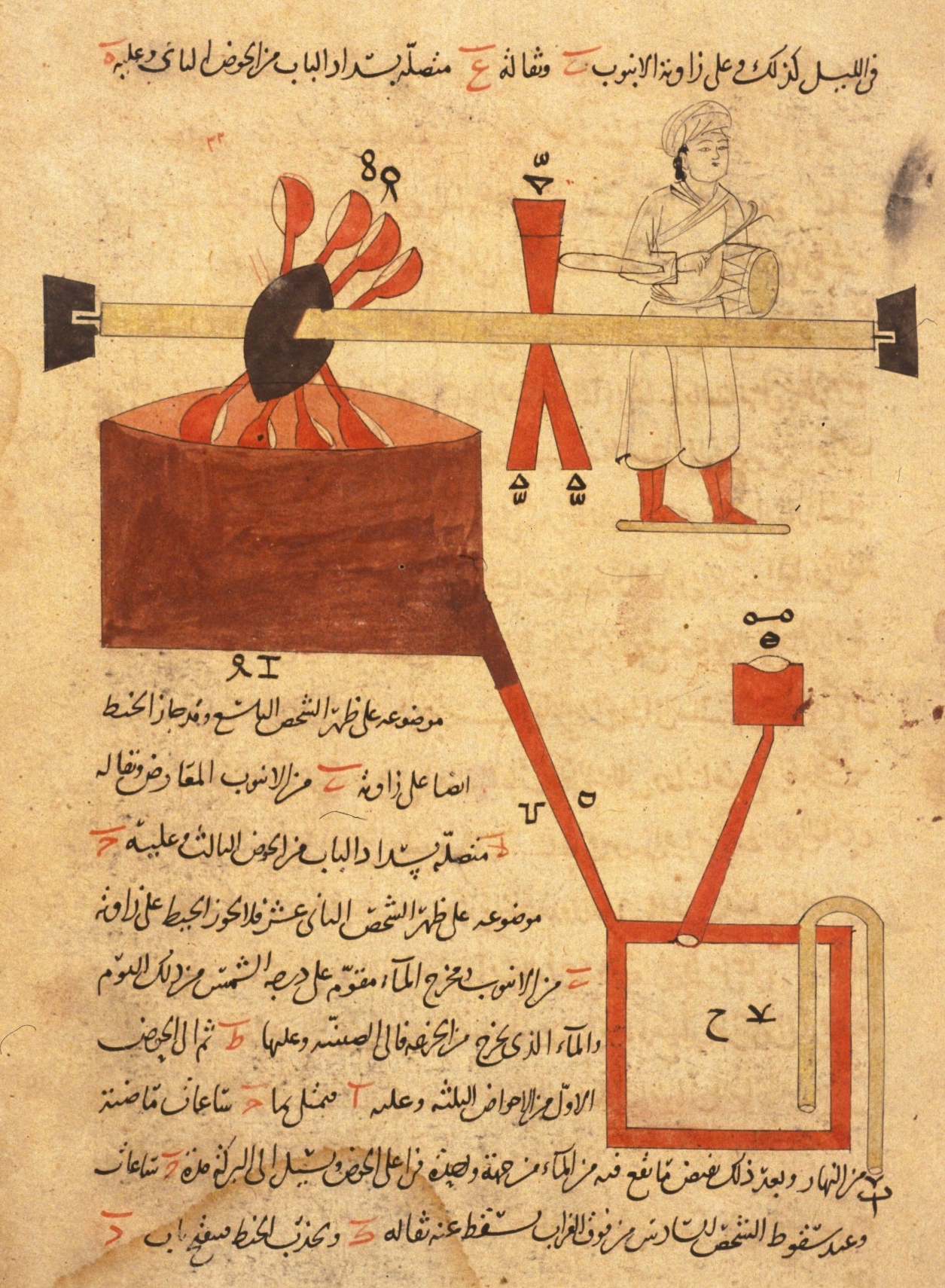
مخطوطة عربية غفل

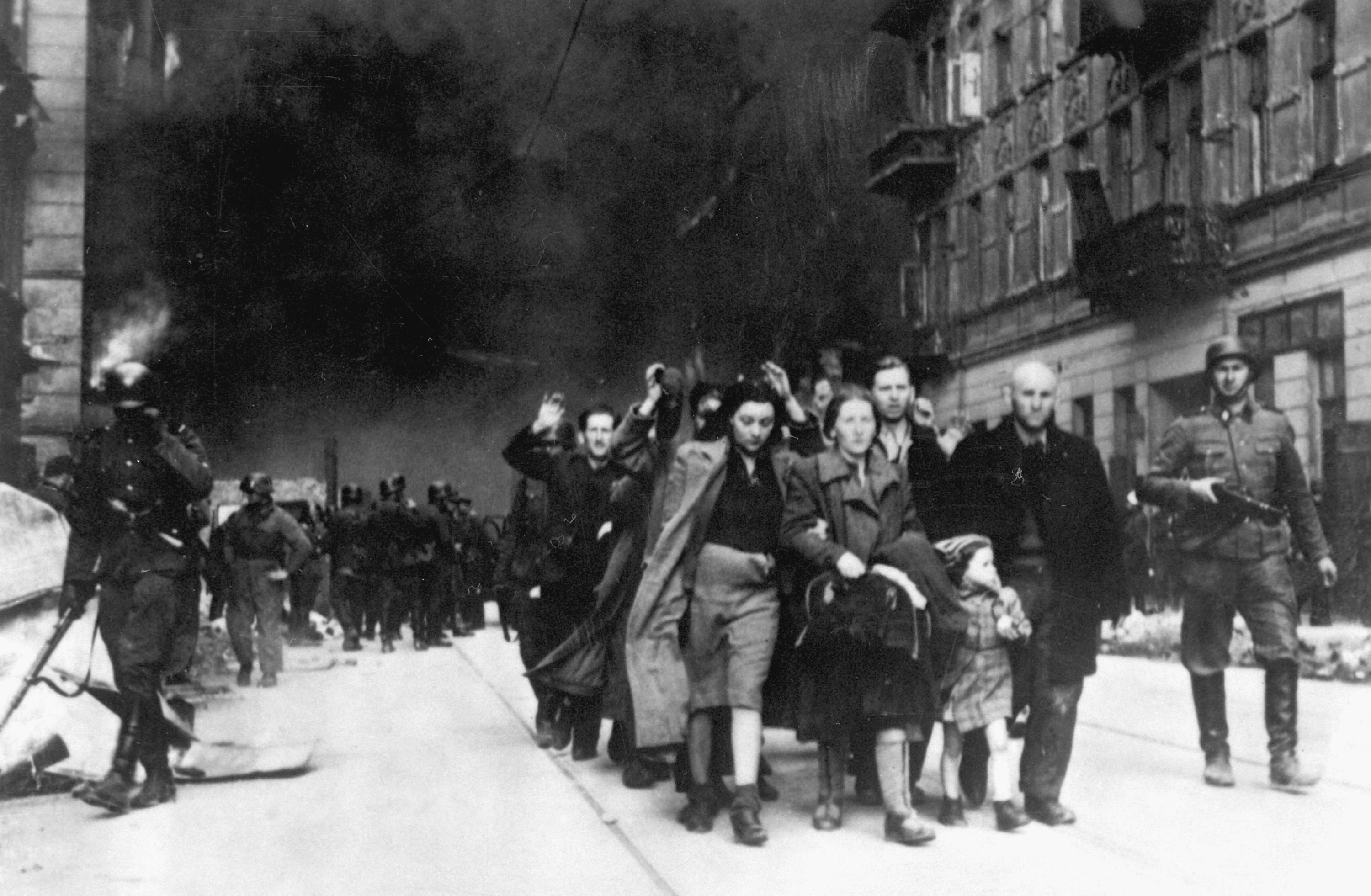
أشهر صورة غفل حسب كتاب The Photograph Book ISBN 0-7148-3937-X

الغُفل من الأعمال هو ما يجهل صاحبه. وهو من الكتب ما لم يسمَّ واضعه ومن الشعر من لم يعرف قائله. وقد يطلق اسم الغفل على صاحب العمل بنفسه.